# Citytorget
Citytorget är ett mindre torg i norra Kortedala i östra Göteborg, beläget intill Lövåsskolan, numera Förstamajgatans förskola, samt Allhelgonakyrkan och spårvagnshållplatsen med samma namn.
Torget och det intilliggande bostadsområdet Adventsparken uppfördes under åren 1955–1957 för Göteborgsbostäder och ritades av G Andreasson vid HSB:s arkitektkontor. Torget omges av ett fyra våningars punkthus, ett trevåningshus och lägre butikslängor.
På torget återfinnes bl.a. butiker som:
- Direkten Citytorget
- ICA (eller Ovrells Livs)
- Pizzeria Il Vagabondo
- Göta Tandvård
- Atris Frisersalong
- 11:ans Gatukök